# Резолют
Резолют е село на остров Корнуолис в Северна Канада, територия Нунавут.
Селото е с население от 229 души (2006). То е сред най-северните постоянно населени места в Канада и най-студените в света. Средната годишна температура е -16.4 °C.